# Lionel Belmore
Pour les articles homonymes, voir Belmore.
Lionel Belmore, né le 12 mai 1867 à Londres — Quartier de Wimbledon (Angleterre), mort le 30 janvier 1953 à Los Angeles — Quartier de Woodland Hills (Californie), est un acteur et réalisateur anglais.

## Biographie
Lionel Belmore entame au théâtre sa carrière d'acteur, se produisant notamment à Londres et à Broadway (New York). Il joue sur les planches new-yorkaises entre 1899 et 1916, dans des pièces principalement (dont une qu'il met en scène, expérience non renouvelée), mais aussi dans une comédie musicale.
Il finit par s'installer définitivement aux États-Unis, où il débute au cinéma en 1914, contribuant en tout à cent quatre-vingts films américains (dont près de quatre-vingts muets), le dernier sorti en 1945.
Parmi ses films notables (comme second rôle de caractère, parfois non crédité), mentionnons Oliver Twist de Frank Lloyd (1922, avec Jackie Coogan dans le rôle-titre), Bardelys le magnifique de King Vidor (1926, avec John Gilbert et Eleanor Boardman), Frankenstein de James Whale (1931, avec Colin Clive et Boris Karloff), ou encore Le Prince et le Pauvre de William Keighley (1937, avec Errol Flynn et Claude Rains).
Lionel Belmore est également le réalisateur de quatorze films muets (surtout des courts métrages), entre 1914 et 1918, avec notamment Edith Storey, Ned Finley et Charles Kent.

## Théâtre
(pièces, comme acteur, sauf mention contraire)

### En Angleterre (sélection)
- 1892-1893 : Becket d'Alfred Tennyson (à Londres)
- 1900-1901 : Coriolan (Coriolanus) de William Shakespeare (à Londres)
- 1905-1906 : The Jury of Fate de C. M. S. McLellan (à Londres)
- 1906-1907 : David Copperfield, adaptation du roman éponyme de Charles Dickens (à Southampton)

### À Broadway (intégrale)
- 1899 : Robespierre de Victorien Sardou
- 1901 : Charles I de W. G. Wills (reprise en 1906 avec Harcourt Williams)
- 1906 : Jeunesse (Mauricette) d'André Picard, adaptation d'H. B. Irving ; Markheim de W. L. Courtney ; The Lyons Mail de Charles Reade ; King René's Daughter d'Edmund Phipps ; Paolo and Francesca de Stephen Phillips (le tout avec Harcourt Williams)
- 1908 : La Seconde Mme Tanqueray (The Second Mrs. Tanqueray) d'Arthur Wing Pinero ; La Dame aux camélias (Camille) d'Alexandre Dumas fils ; Magda d'Hermann Sudermann ; Sapho de Clyde Fitch ; Carmen, adaptation par Henry Hamilton de la nouvelle éponyme de Prosper Mérimée ; I Pagliacci de Charles H. E. Brockfield ; L'Énigme (The Enigma, adaptation d'Olga Nethersole) et Le Réveil (The Awakening, adaptation de Sydney Grundy) de Paul Hervieu ; Adrienne Lecouvreur d'Eugène Scribe et Ernest Legouvé, adaptation d'Olga Nethersole
- 1908-1909 : El gran Galeoto (The World and His Wife) de José de Echegaray, adaptation de Charles Frederick Nirdlinger, avec William Faversham
- 1909 : The Barber of New Orleans d'Edward Childs Carpenter, avec Berton Churchill, William Faversham ; Hérode (Herod) de Stephen Phillips, avec Berton Churchill, William Faversham
- 1911 : The Faun d'Edward Knoblauch, avec William Faversham ; La Dame de la mer (Fruen fra Havet / The Lady from the Sea) d'Henrik Ibsen, avec Sheldon Lewis ; Les Femmes savantes (The Learned Ladies) de Molière, adaptation de Curtis Hidden Page ; The Thunderbolt d'Arthur Wing Pinero, avec Sheldon Lewis
- 1912 : Jules César (Julius Caesar) de William Shakespeare, avec Berton Churchill, William Faversham, Tyrone Power Sr.
- 1914 : The Midnight Girl, comédie musicale, musique de Jean Briquet et Adolf Philipp, lyrics et livret d'Edward A. Paulton et Adolf Philipp, d'après Das Mitternacht Madel de Paul Herve
- 1914 : The Marriage of Columbine d'Harold Chapin, avec Louise Closser Hale (comme metteur en scène)
- 1916 : Somebody's Luggage de Mark E. Swan, avec Georges Renavent

## Filmographie partielle

### Comme acteur
- 1914 : Taken by Storm de James Young
- 1918 : Wanted : A Mother d'Harley Knoles
- 1918 : Leap to Fame de Carlyle Blackwell
- 1920 : Milestones de Paul Scardon
- 1920 : The Man who had Everything de Alfred E. Green
- 1920 : Les Protégés de Jim (Jes' Call Me Jim) de Clarence G. Badger
- 1920 : Guile of Women de Clarence G. Badger
- 1920 : Madame X de Frank Lloyd
- 1920 : La Galère infernale (Godless Men) de Reginald Barker
- 1921 : Courage de Sidney Franklin
- 1921 : Moonlight Follies de King Baggot
- 1921 : Two Minutes to Go de Charles Ray
- 1921 : The Sting of the Lash de Henry King

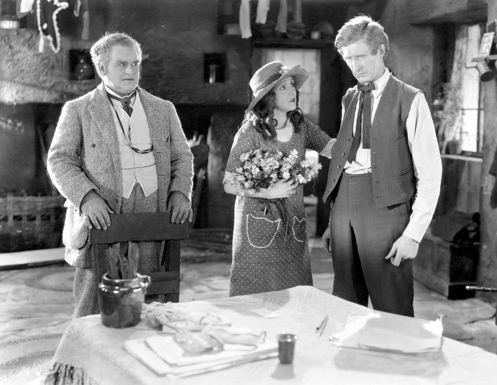
De g. à d. : Lionel Belmore, Laurette Taylor et Russell Simpson, dans Peg o' My Heart (1922)

- 1922 : The Galloping Kid de Nat Ross
- 1922 : Un derby sensationnel (The Kentucky Derby) de King Baggot
- 1922 : Enter Madam de Wallace Worsley
- 1922 : The Barnstormer de Charles Ray
- 1922 : The World's Champion de Phil Rosen
- 1922 : Kindred of the Dust de Raoul Walsh
- 1922 : Oliver Twist de Frank Lloyd
- 1922 : Peg de mon cœur (Peg o' My Heart), de King Vidor
- 1923 : Quicksands de Jack Conway
- 1923 : À l'abri des lois (Within the Law) de Frank Lloyd
- 1923 : Red Lights de Clarence G. Badger
- 1923 : Jazzmania de Robert Z. Leonard
- 1924 : The Silent Watcher de Frank Lloyd
- 1924 : L'Aigle des mers (The Sea Hawk) de Frank Lloyd
- 1924 : L'Enfant des Flandres (A Boy of Flanders), de Victor Schertzinger
- 1924 : The Man who fights Alone de Wallace Worsley
- 1924 : Try and Get It de Cullen Tate (en)
- 1924 : Une dame de qualité (A Lady of Quality) d'Hobart Henley
- 1925 : La Frontière humaine (Never the Twain shall meet) de Maurice Tourneur
- 1925 : Madame Behave de Scott Sidney
- 1925 : Domination (Eve's Secret) de Clarence G. Badger
- 1925 : Without Mercy de George Melford
- 1925 : The Storm Breaker d'Edward Sloman
- 1926 : Bardelys le magnifique (Bardelys the Magnificent) de King Vidor
- 1926 : Stop, Look and Listen de Larry Semon
- 1926 : The Checkered Flag de John G. Adolfi
- 1926 : Shipwrecked de Joseph Henabery
- 1926 : L'Oiseau noir (The Blackbird) de Tod Browning
- 1926 : The Dice Woman d'Edward Dillon
- 1926 : The Return of Peter Grimm de Victor Schertzinger
- 1927 : The Demi-Bride de Robert Z. Leonard
- 1927 : Le Roi des rois (The King of Kings) de Cecil B. DeMille
- 1927 : The Sunset Derby d'Albert S. Rogell
- 1927 : Sorrell and Son d'Herbert Brenon
- 1927 : Les Écumeurs du Sud (Winners of the Wilderness) de W. S. Van Dyke
- 1927 : Le Prince étudiant (The Student Prince of Old Heidelberg) d'Ernst Lubitsch et John M. Stahl
- 1928 : Cours, ma fille (Run, Girl, Run) d'Alfred J. Goulding
- 1928 : The Circus Kid de George B. Seitz
- 1928 : Bessie à Broadway (The Matinee Idol) de Frank Capra
- 1928 : The Good-Bye Kiss de Mack Sennett
- 1928 : Rose-Marie de Lucien Hubbard
- 1929 : The Yellowback de Jerome Storm
- 1929 : Le Spectre vert (The Unholy Night) de Lionel Barrymore
- 1929 : Stark Mad de Lloyd Bacon
- 1929 : The Redeeming Sin d'Howard Bretherton
- 1929 : Parade d'amour (The Love Parade) d'Ernst Lubitsch
- 1929 : Evidence de John G. Adolfi
- 1929 : La Bataille des dames (en) (Devil-May-Care) de Sidney Franklin
- 1930 : Playing Around de Mervyn LeRoy
- 1930 : Sweet Kitty Bellairs d'Alfred E. Green
- 1930 : Le Chant du bandit (The Rogue Song) de Lionel Barrymore
- 1930 : Quand l'amour appelle (Love Comes Along) de Rupert Julian
- 1930 : River's End de Michael Curtiz
- 1930 : Monte-Carlo d'Ernst Lubitsch
- 1930 : The Boudoir Diplomat de Malcolm St. Clair
- 1931 : One Heavenly Night de George Fitzmaurice
- 1931 : Daybreak de Jacques Feyder
- 1931 : La Fille de l'enfer (Safe In Hell) de William A. Wellman
- 1931 : Frankenstein de James Whale
- 1931 : The Great Junction Hotel de William Beaudine
- 1931 : Alexander Hamilton de John G. Adolfi
- 1932 : Police Court de Louis King
- 1932 : Mon grand (So Big !) de William A. Wellman
- 1932 : The Man called Back de Robert Florey
- 1932 : La Foire aux vanités (Vanity Fair) de Chester M. Franklin
- 1932 : Le Signe de la croix (The Sign of the Cross) de Cecil B. DeMille
- 1932 : Malay Nights d'E. Mason Hopper
- 1933 : Cavalcade de Frank Lloyd
- 1933 : Moi et le Baron (Meet the Baron) de Walter Lang
- 1933 : The Constant Woman de Victor Schertzinger
- 1933 : Sérénade à trois (Design for Living) d'Ernst Lubitsch
- 1933 : The Vampire Bat de Frank R. Strayer
- 1933 : I Am Suzanne! de Rowland V. Lee
- 1933 : The Warrior's Husband de Walter Lang
- 1933 : Berkeley Square de Frank Lloyd
- 1934 : Cœur de tzigane (Caravan) d'Erik Charell
- 1934 : Cléopâtre (Cleopatra) de Cecil B. DeMille
- 1934 : Stingaree de William A. Wellman
- 1934 : Le Comte de Monte-Cristo (The Count of Monte Cristo) de Rowland V. Lee
- 1934 : Jane Eyre de Christy Cabanne
- 1934 : Les Amours de Cellini (The Affairs of Cellini) de Gregory LaCava
- 1935 : Cardinal Richelieu de Rowland V. Lee
- 1935 : Le Conquérant des Indes (Clive of India) de Richard Boleslawski
- 1935 : Hitch Hike Lady (en) d'Aubrey Scotto
- 1935 : Bons pour le service (Bonnie Scotland) de James Parrott
- 1935 : Red Morning de Wallace Fox
- 1935 : David Copperfield (The Personal History, Adventures, Experience, & Observation of David Copperfield the Younger) de George Cukor

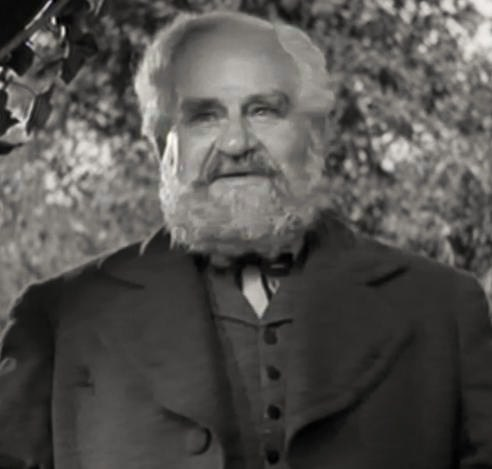
Dans Le Petit Lord Fauntleroy (1936)

- 1935 : Vanessa : Her Love Story de William K. Howard
- 1935 : Les Trois Mousquetaires (The Three Musketeers) de Rowland V. Lee
- 1935 : Les Révoltés du Bounty (Mutiny on the Bounty) de Frank Lloyd
- 1936 : One Rainy Afternoon, de Rowland V. Lee
- 1936 : Le Dernier des Mohicans (The Last of the Mohicans) de George B. Seitz
- 1936 : The White Angel de William Dieterle
- 1936 : Marie Stuart (Mary of Scotland) de John Ford
- 1936 : Master Will Shakespeare de Jacques Tourneur (court métrage)
- 1936 : Le Petit Lord Fauntleroy (Little Lord Fauntleroy) de John Cromwell
- 1937 : Le Prince et le Pauvre (The Prince and the Pauper) de William Keighley et William Dieterle
- 1937 : L'Or et la Femme (The Toast of New York) de Rowland V. Lee
- 1937 : Le Couple invisible (Topper) de Norman Z. McLeod
- 1937 : Le Démon sur la ville (Maid of Salem) de Frank Lloyd
- 1937 : L'Aventure de minuit (It's Love I'm After) d'Archie Mayo
- 1938 : Service de Luxe (titre original) de Rowland V. Lee
- 1938 : Les Maîtres de la mer (Rulers of the Sea) de Frank Lloyd
- 1938 : Les Aventures de Robin des Bois (The Adventures of Robin Hood) de Michael Curtiz et William Keighley
- 1938 : Le Roi des gueux (If I were King) de Frank Lloyd
- 1939 : Le Fils de Frankenstein (Son of Frankenstein) de Rowland V. Lee
- 1939 : Quasimodo (The Hunchback of Notre Dame) de William Dieterle
- 1939 : La Tour de Londres (Tower of London) de Rowland V. Lee
- 1940 : Tom Brown étudiant (Tom Brown's School Days) de Robert Stevenson
- 1940 : La Frontière des diamants (Diamond Frontier) d'Harold D. Schuster
- 1940 : My Son, My Son ! de Charles Vidor
- 1940 : Le Fils de Monte-Cristo (The Son of Monte Cristo) de Rowland V. Lee
- 1942 : Le Spectre de Frankenstein (The Ghost of Frankenstein) d'Erle C. Kenton

### Comme réalisateur (intégrale)
(courts métrages, sauf mention contraire)
- 1914 : Hope Foster's Mother, avec Edith Storey
- 1914 : The Old Flute Player, avec Edith Storey, Charles Kent
- 1914 : Out of the Past
- 1915 : In the Latin Quarter, avec Edith Storey, Antonio Moreno, Constance Talmadge
- 1915 : The Silent Plea, avec Edith Storey, Harry T. Morey
- 1915 : The Quality of Mercy, avec Edith Storey, Antonio Moreno
- 1915 : His Bunkie, avec Ned Finley
- 1915 : From the Dregs, avec Ned Finley
- 1915 : West Wind, avec Ned Finley (+ acteur)
- 1915 : The Ruling Power, avec Edith Storey
- 1916 : Britton of the Seventh, avec Charles Kent, Ned Finley (long métrage)
- 1916 : The Supreme Sacrifice (coréalisateur : Harley Knoles), avec Robert Warwick, Anna Q. Nilsson (long métrage)
- 1916 : Billie's Mother, avec Helene Costello
- 1918 : The Wasp (long métrage ; + acteur)